# زالغيريس لكرة السلة
زالغيريس لكرة السلة (بالإنجليزية: BC Zalgiris)‏ هو فريق كرة سلة ليتواني تأسس في 1944 يقع في كاوناس، ليتوانيا. يلعب في الدوري الليتواني لكرة السلة والدوري الأوروبي لكرة السلة.

## وصلات خارجية
- الموقع الإلكتروني